# Solukhumbu (huyện)
Solukhumbu (tiếng Nepal:सोलुखुम्बु) là một huyện thuộc khu Sagarmatha, vùng Đông Nepal, Nepal. Huyện này có diện tích 3312 km², dân số thời điểm năm 2001 là 105886 người.

## Dân số
Biến động dân số giai đoạn 1952-2001:
| Năm    | 1971   | 1981  | 1991  | 2001   | 2011   |
| ------ | ------ | ----- | ----- | ------ | ------ |
| Dân số | 105324 | 88245 | 97200 | 107686 | 105886 |